# Steinkreuze (Weimar)
In Weimar gab es mindestens drei mittelalterliche Steinkreuze, wovon noch zwei am ursprünglichen Aufstellungsort stehen. Ein Steinkreuznest hatte es in Weimar allerdings nie gegeben. Es handelt sich um Bodendenkmale.
Eines war das Steinkreuz Wallendorf (Weimar), das allerdings 1989 endgültig verloren gegangen ist, die anderen waren zwei Steinkreuze in Tiefurt bzw. Schöndorf. Den konkreten Anlass ihrer Aufstellung kennt man nicht. Der Sage nach sind an ihrem Aufstellungsort Morde geschehen. Zumindest bei denen in Tiefurt und Schöndorf ist es der Fall. Von dem in Wallendorf gibt es keine Überlieferung. In der Chronistik fanden die Steinkreuze keine Beachtung. So erwähnt Carl Gräbner diese mit keinem Wort. Überhaupt wurden die Steinkreuze in Thüringen erst mit Frank Störzner wieder mit der gebührenden Aufmerksamkeit gewürdigt.
Im Weimarer Ortsteil Holzdorf gibt es eine Straße Am Kreuzchen, was auf ein einst vorhandenes Flurkreuz hindeutet. Auch gibt es dafür die Bezeichnung Holzdorfer Kreuz. Bei Störzner ist ein solches nicht in Holzdorf, allerdings unter der Ortsbezeichnung Schoppendorf verzeichnet, das sich unter einer großen Linde an einer Straße nach Holzdorf befindet. Dieses Schoppendorf ist ein Ortsteil von Bad Berka und der dortige Stein hat verschiedene Bezeichnungen wie Reformationsstein, Schwedenstein und Franzosenstein. Angeblich sollen hier französische und schwedische Soldaten begraben liegen. Solange es unverändert steht, soll der Ort der Legende nach vor Kriegsgefahr geschützt sein.